# Чемпионат мира по шоссейным велогонкам 2019 — индивидуальная гонка (юниорки)
Индивидуальная гонка с раздельным стартом у юниорок на чемпионате мира по шоссейному велоспорту 2019 года прошла 23 сентября в британском Харрогейте. Победу одержала российская велогонщица Айгуль Гареева.

## Участники
Страны-участницы определялись на основании рейтинга UCI World Ranking. Максимальное количество гонщиков в команде не могло превышать 2 человек при условии, что один из них участвует в групповой гонке. Помимо этого вне квоты могли участвовать действующие чемпионы континентальных чемпионатов. Всего участие приняло 50 участниц из 31 страны.
| Национальные сборные (31)- Бельгия U19 - Канада U19 - Чили U19 - Чехия U19 - Дания U19 - Колумбия U19 - Испания U19 - Франция U19 - Великобритания U19 - Германия U19 - Венгрия U19 - Ирландия U19 - Италия U19 - Казахстан U19 - Латвия U19 - Литва U19 - Люксембург U19 - Мексика U19 - Нидерланды U19 - Норвегия U19 - Новая Зеландия U19 - Польша U19 - Португалия U19 - ЮАР U19 - Россия U19 - Словения U19 - Швейцария U19 - Словакия U19 - Швеция U19 - Украина U19 - США U19 |
| |

## Маршрут
Старт и финиш располагался в Харрогейте, а сама трасса представляла 14-километровой круг через город Харрогейт в округе Северный Йоркшир, проходившийся один раза. Профиль круговой трассы технический и имел слегка холмистый профиль с тремя подъёмами. Первым располагался Отли Роуд (Otley Road) (протяжённость 1600 метров, средний градиент 3,4%), вершина которого находилась за 11,8 км до финишной черты. Затем шёл относительно прямой спуск и начинался второй подъём Пот Банк (Pot Bank) (протяжённость 600 метров, средний градиент 3,5%) за 7,4 км до финишной черты. Третий подъём Харлоу Мур (Harlow Moor) (протяжённость 1200 метров, средний градиент 5,2%) располагался за 6 км до финиша. Последний километр сначала включал на протяжении 400 метров три резких поворота, после чего начиналась финишная прямая длинной 600 метров шедшая в подъём (на первых 100 метрах градиент в 4%).
Общая протяженность маршрута составила 14 километра.

## Результаты
| \| Генеральная классификация \| Генеральная классификация \| Генеральная классификация \| Генеральная классификация \| Генеральная классификация \| \| Гонщик \| Гонщик \| Команда \| Время \| \| \| ------------------------- \| ------------------------- \| ------------------------- \| ------------------------- \| ------------------------- \| \| 1-й \| Айгуль Гареева \| Россия U19 \| 22' 16 \| \| \| 2-й \| Ширин ван Анрой \| Нидерланды U19 \| + 4 \| \| \| 3-й \| Элинор Бяcкстедт \| Великобритания U19 \| + 11 \| \| \| 4-й \| Камилла Алессио \| Италия U19 \| + 15 \| \| \| 5-й \| Уилма Олауссон \| Швеция U19 \| + 17 \| \| \| 6-й \| Leonie Bos \| Нидерланды U19 \| + 21 \| \| \| 7-й \| Zoe Ta-Perez \| США U19 \| + 26 \| \| \| 8-й \| Sofia Collinelli \| Италия U19 \| + 36 \| \| \| 9-й \| Меган Джастрэб \| США U19 \| + 45 \| \| \| 10-й \| Элла Уилли \| Новая Зеландия U19 \| + 51 \| \| |                  |                    |        |
| |                  |                    |        |
| Источник: ProCyclingStats |                  |                    |        |
| Генеральная классификация |                  |                    |        |
| Гонщик | Гонщик           | Команда            | Время  |
| 1-й | Айгуль Гареева   | Россия U19         | 22' 16 |
| 2-й | Ширин ван Анрой  | Нидерланды U19     | + 4    |
| 3-й | Элинор Бяcкстедт | Великобритания U19 | + 11   |
| 4-й | Камилла Алессио  | Италия U19         | + 15   |
| 5-й | Уилма Олауссон   | Швеция U19         | + 17   |
| 6-й | Leonie Bos       | Нидерланды U19     | + 21   |
| 7-й | Zoe Ta-Perez     | США U19            | + 26   |
| 8-й | Sofia Collinelli | Италия U19         | + 36   |
| 9-й | Меган Джастрэб   | США U19            | + 45   |
| 10-й | Элла Уилли       | Новая Зеландия U19 | + 51   |